# استارا پازووا
استارا پازووا (به صربی: Stara Pazova) یک روستا در صربستان است که در استارا واقع شده‌است. استارا پازووا ۸۲ متر بالاتر از سطح دریا واقع شده‌است.

## خواهرخوانده
شهرهای سربرنیتسا و پوخو خواهرخوانده‌های استارا پازووا هستند.